# 劉佩 (前燕)
劉 佩（りゅう はい、? - 344年）は、五胡十六国時代前燕の人物。河間郡の出身。

## 生涯
前燕に仕え、材官将軍に任じられた。
334年2月、乙連にいる段部を攻めたが、勝利できなかった。
後に玄菟郡太守に任じられた。
338年5月、後趙君主石虎が数十万の兵の兵を率いて前燕へ襲来し、郡県の諸部は多数石虎へ寝返り、その数は36城に及んだ。後趙軍が棘城に逼迫すると、慕容皝は城を放棄して後退しようとしたが、劉佩は進み出て「今、強寇が外にあり、衆人の心は恐れおののいております。事の安危は一人にかかっており、大王は逃れるなどと考えずに、将士を鼓舞して自らの強を表すべきであって、弱を示すべきではありません。今、事は急を要します。臣がこれから出撃して、敵に大勝してみせます。そうすれば、安心するに足りるでしょう」と応えた。そして、命を賭して数百騎を率いて後趙軍に突撃すると、大打撃を与えて兵を斬獲してから帰還した。これにより後趙軍の士気は挫かれ、城内の士気は百倍した。その後も後趙兵は四方から蟻のように群がったが、慕輿根・慕容恪らの奮戦により撃退に成功した。
344年1月、慕容皝は宇文部討伐の軍を興すと、慕容翰が前鋒となり、劉佩はその副将となった。前燕軍は迎え撃って来た宇文部軍を大破し、都城を攻略して宇文部を滅亡に追いやった。だが、劉佩は乱戦の中で流れ矢に当たり、戦死してしまった。